# Kandi (Srí Lanka)
Kandi (szingaléz nyelven:  මහ නුවර Maha Nuvara, tamil nyelven: கண்டி) város Srí lankán, a középső tartomány (Central) székhelye.
A buddhizmus egyik szent helye, az ország kulturális központja. A város templomkörzete (A fog temploma és a hozzá kapcsolódó épületek) az UNESCO kulturális világörökségének része.
Gazdaságának fő ágazatai a textilipar, bútorgyártás, informatika, ékszerészet, továbbá számos nagyvállalatnak van itt fiókirodája. Az ország egyik legnagyobb egyeteme a város mellett található.
A szingaléz uralkodók egykori királyi székhelye volt a 14. században, majd a 16. századtól 1815-ig, amikor az utolsó uralkodó átengedte a várost az angoloknak. Ma a szingaléz királyi palota maradványaiban régészeti múzeum működik. A királyi botanikus kert a közeli Peradeniyában található.

## Sport
A településen található a Lanka Premier League (LPL) nevű Húsz20-as krikettbajnokság egyik klubjának, a Kandy Falconsnak a székhelye.

## Képek

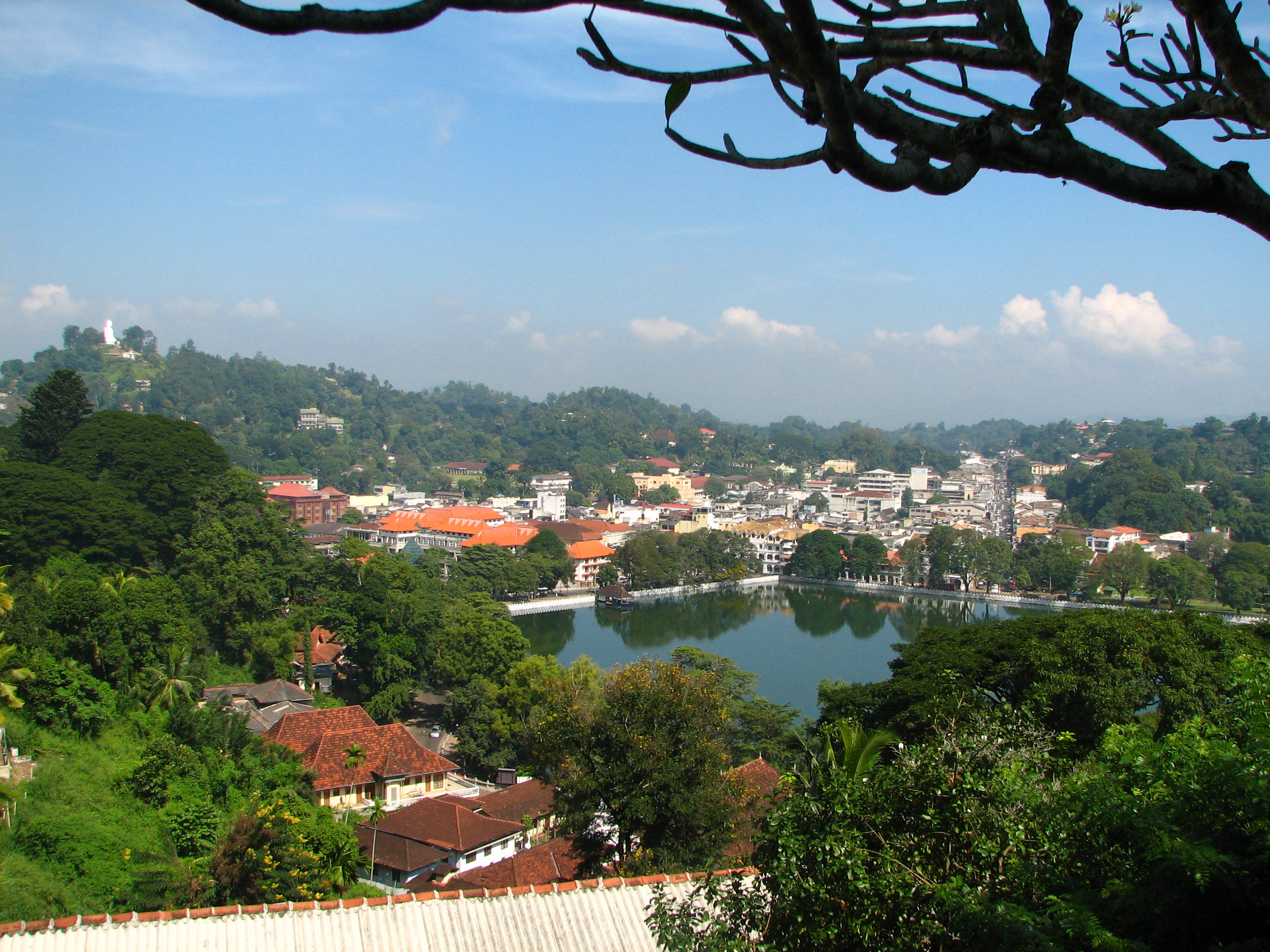
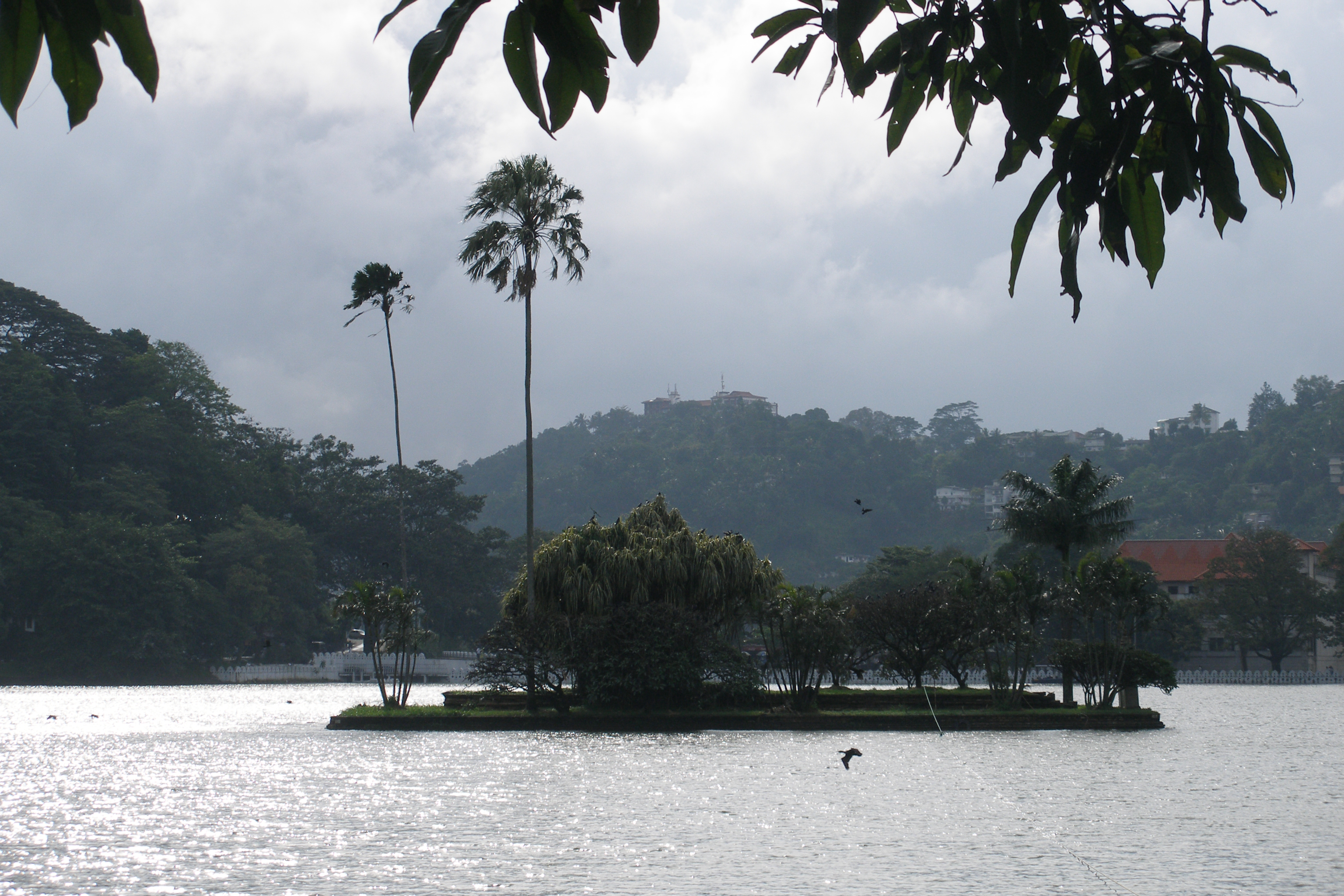
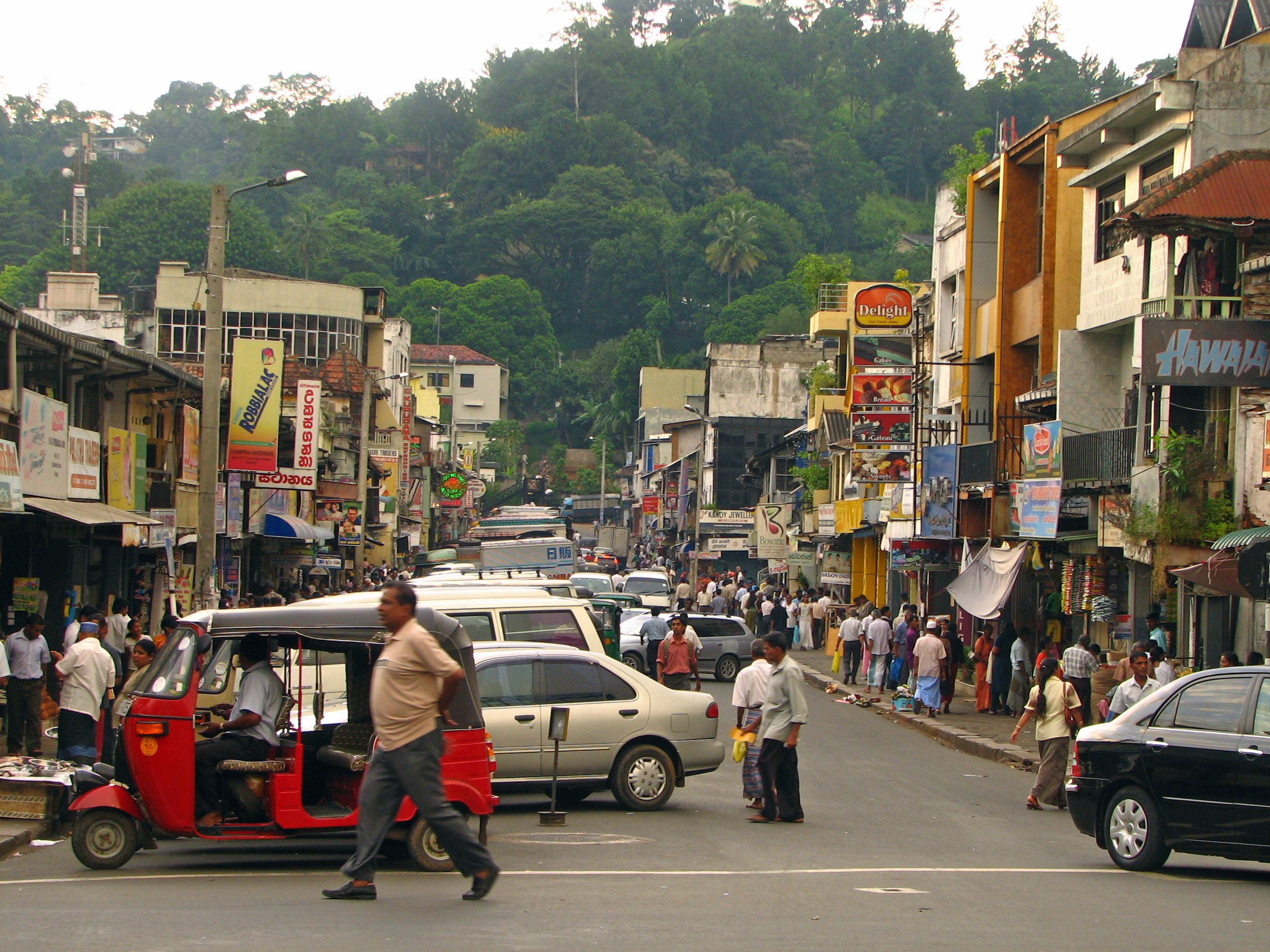
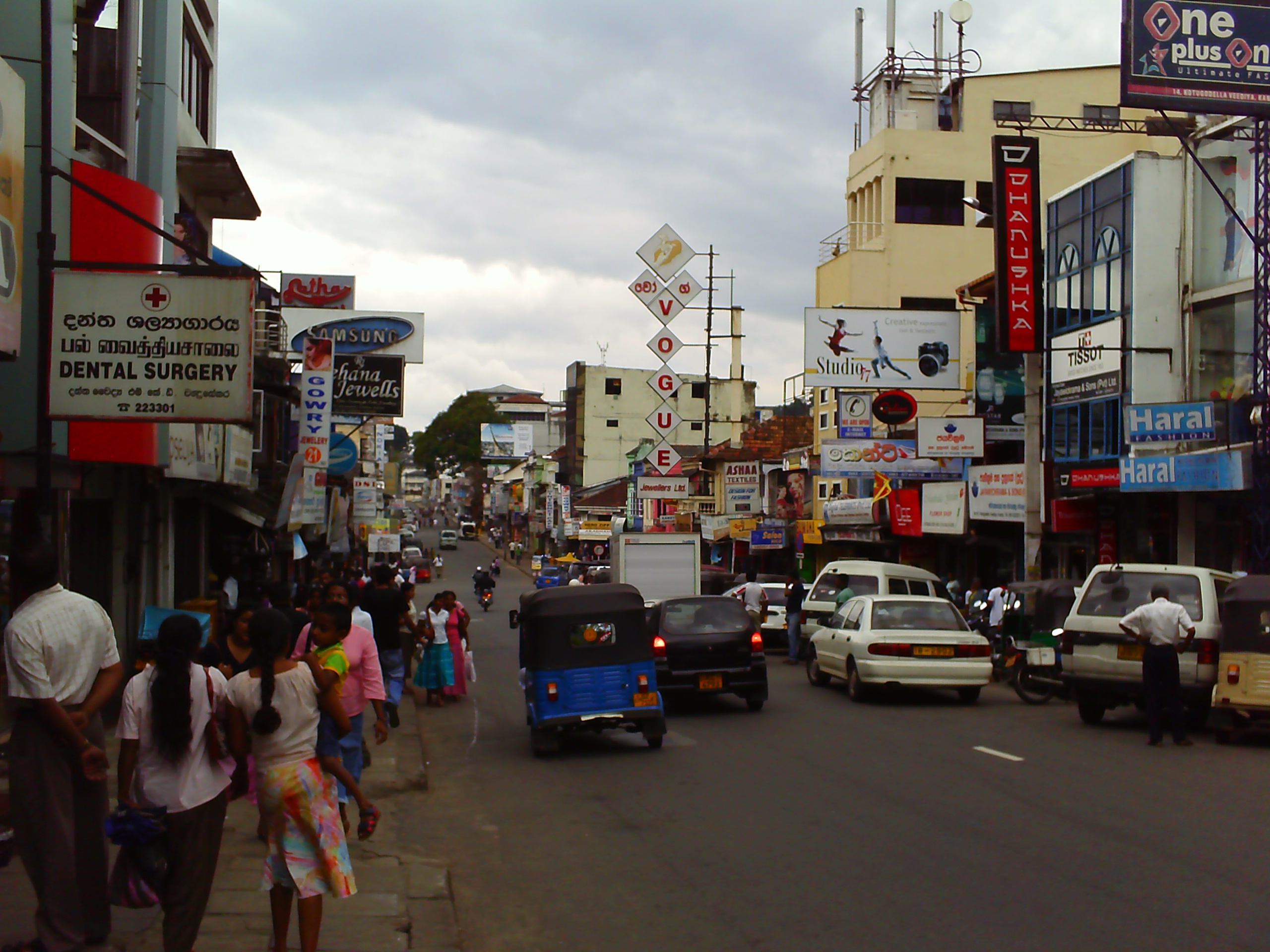
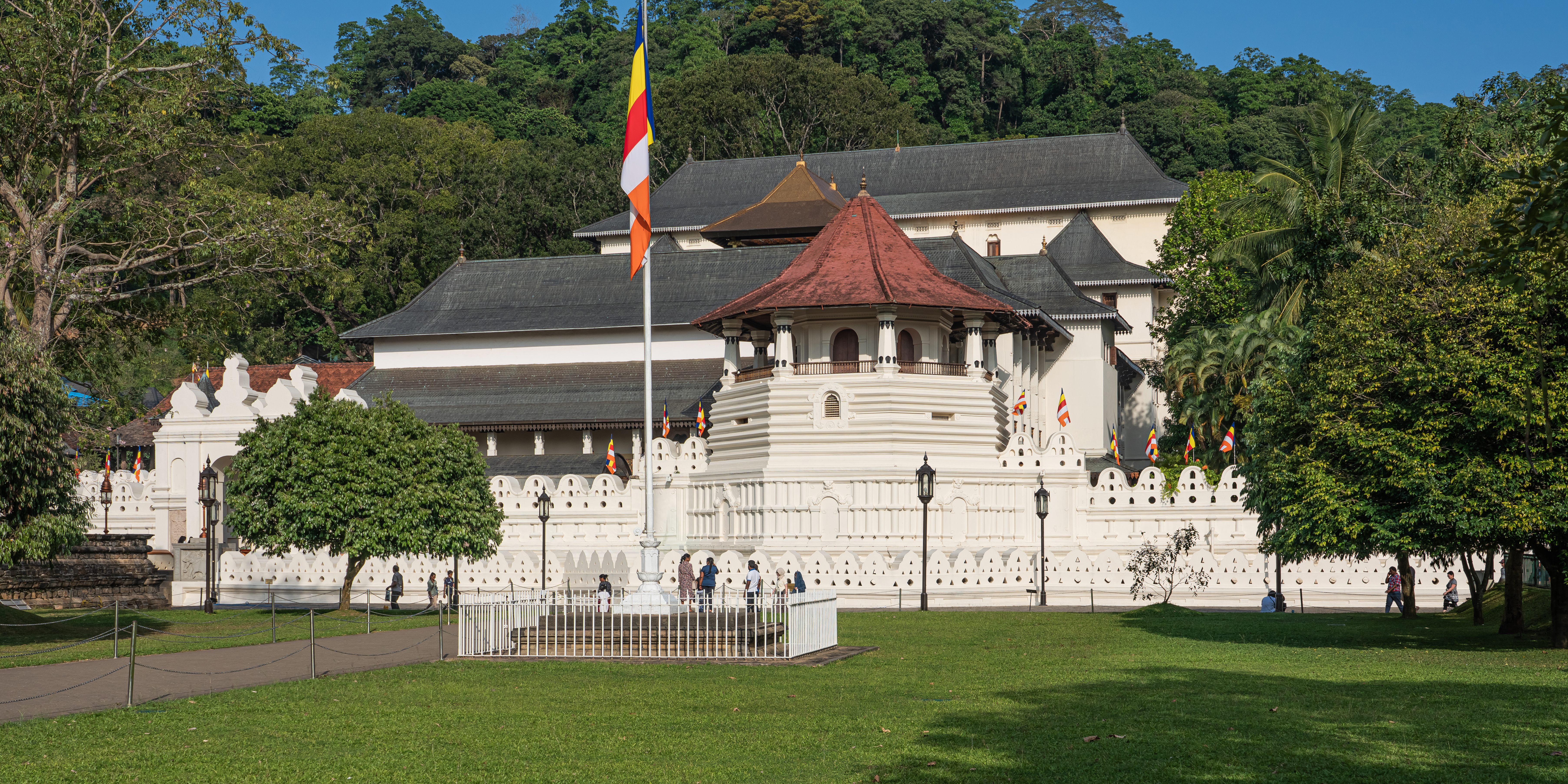
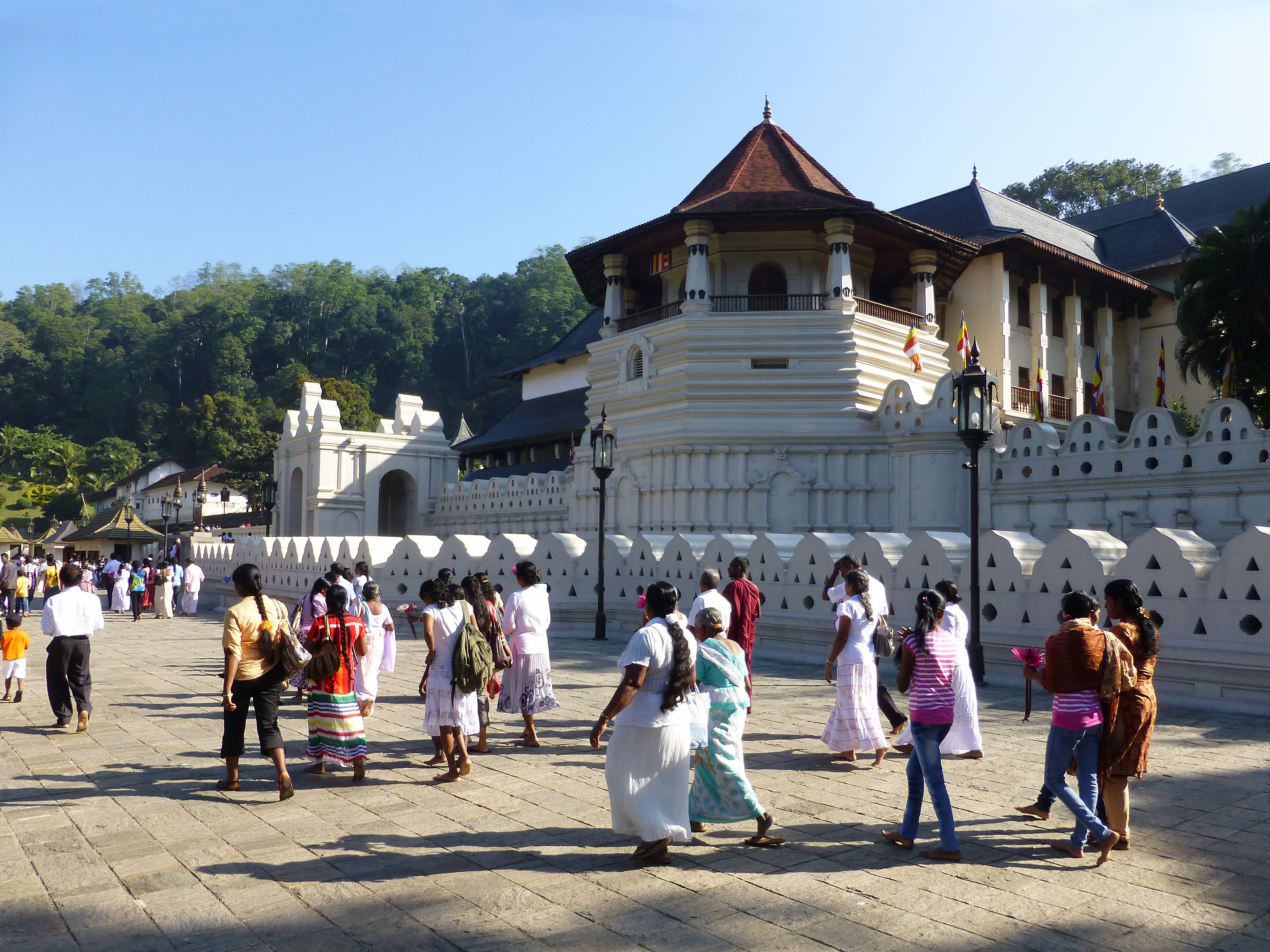
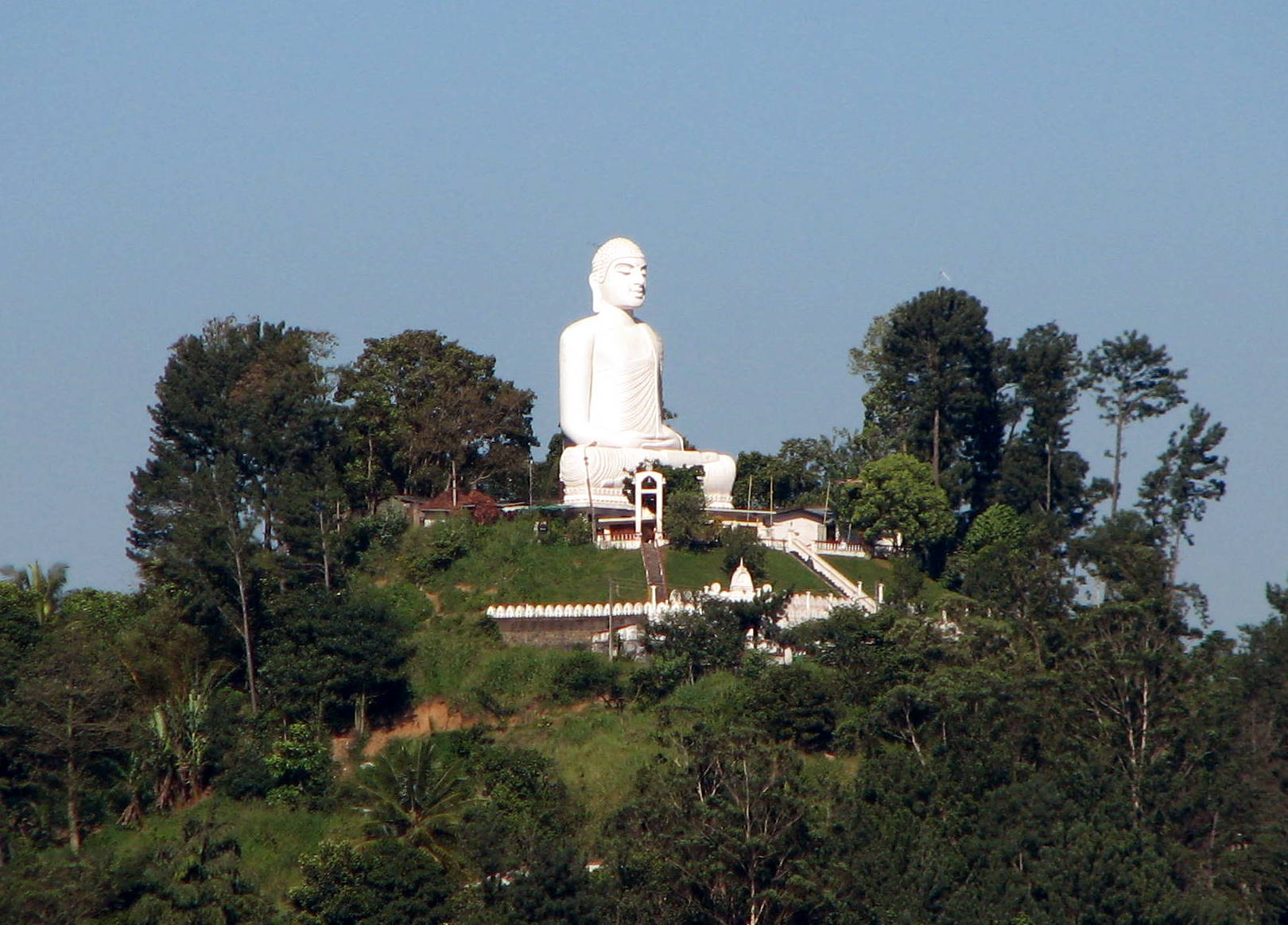
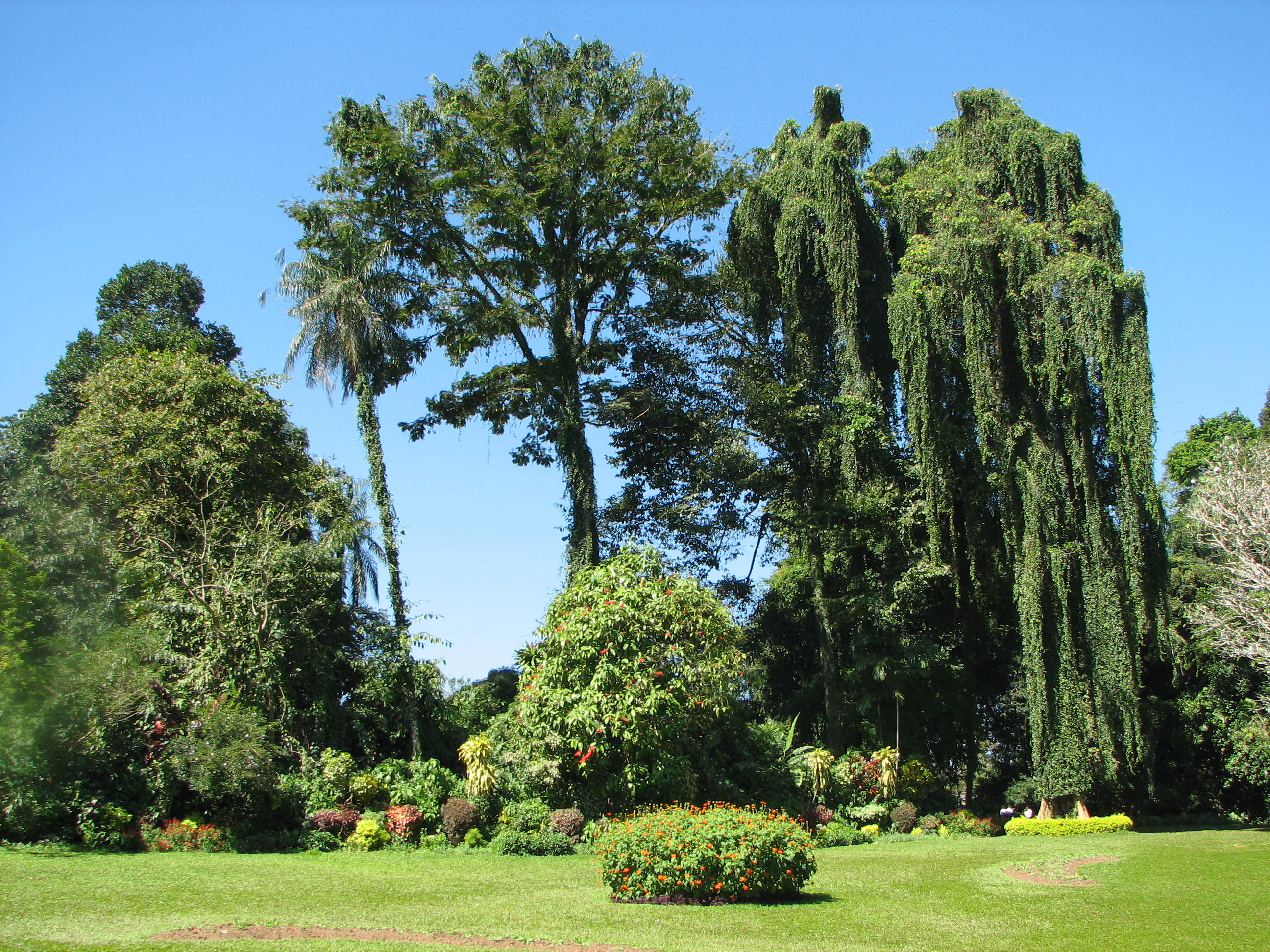
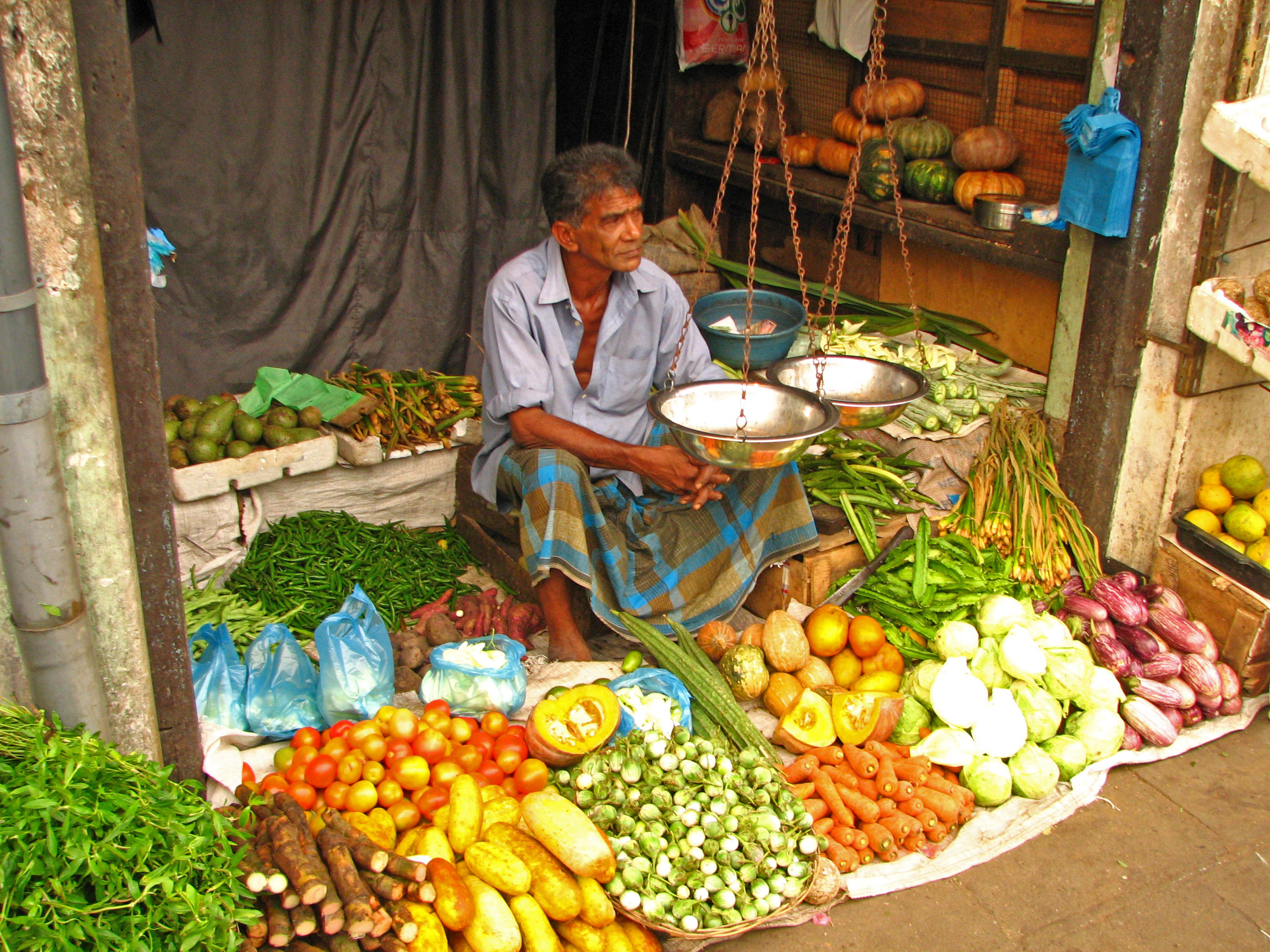